# Gyropaigne lefevrei
Gyropaigne lefevrei, secondo una classificazione filogenetica (Bourrelly & Georges, 1951) è una specie del supergruppo Excavata appartenente alla famiglia Astasiaceae.

## Distribuzione
Gyropaigne lefevrei vive esclusivamente in acqua dolce,  ed è stata ritrovata in Quebec nel 1995, in Sierra Leone nel 2011, in Ucraina nel 2019, e infine in Repubblica Ceca nel 2024,  ed è stata scoperta da Bourrelly & Georges, nel 1951.

## Classificazioni alternative
Secondo Algaebase, il nome completo di questa specie sarebbe Gyropaigne lefrevrei f. intermedia ((Asaul) Popova 1976)
Alcuni esemplari ritrovati sono stati classificati in un'altra specie, non riconosciuta, Gyropaigne intermedia (Asaul 1966).
Una classificazione ormai obsoleta inserisce questo genere nella famiglia delle Astasiidae, sottordine Rhabdomonadina, ordine Natomonadida, sottoclasse Anisonemia, classe Peranemea, superclasse Spirocuta, infraphylum Dipilida, subphylum Euglenoida, phylum Euglenozoa, sottoregno Eozoa, Regno Protozoa, finché non si è scoperto che tali gruppi sono parafiletici..